# Kidričevo
Kidričevo là một khu tự quản (tiếng Slovenia: občine, số ít – občina) trong vùng Podravska của Slovenia. Kidričevo có diện tích 71.5 km2, dân số là theo điều tra ngày 31 tháng 3 năm 2002 là 6502 người. Thủ phủ khu tự quản Kidričevo đóng tại Kidricevo.